# Fredric Landelius
Per Fredric Landelius (Eksjö, 8 ottobre 1884 – Borås, 2 settembre 1931) è stato un tiratore a segno e tiratore a volo svedese.

## Palmarès

### Olimpiadi
- 5 medaglie:
  - 3 argenti (Anversa 1920 nel bersaglio mobile colpo doppio individuale; Anversa 1920 nel bersaglio mobile colpo doppio a squadre; Parigi 1924 nel bersaglio mobile a squadre)
  - 2 bronzi (Anversa 1920 nel tiro al piattello a squadre; Parigi 1924 nel bersaglio mobile colpo doppio a squadre)